# توماس ترزیان

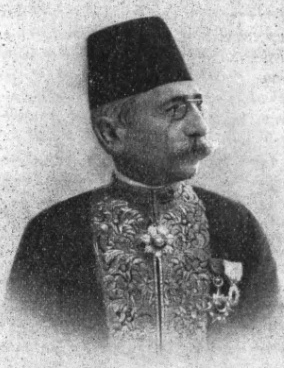

توماس هاکوبی ترزیان (ارمنی: Թովմաս Հակոբի Թէրզեան؛ زاده ۲۱ اکتبر ۱۸۴۰ – درگذشته ۸ فوریه ۱۹۰۹) یک شاعر، نمایش‌نامه‌نویس، و استاد دانشگاه ارمنی‌تبار اهل امپراتوری عثمانی بود.

## زندگی
توماس ترزیان از پدری ارمنی و مادری ایتالیایی به دنیا آمد. پس از حضور در مدرسه محلی مخیتاریست، وی در کالج موراد-رافائلیان در «جزیره سن لازار» در ونیز، ایتالیا حاضر شد جایی که وی از آنجا در سال ۱۸۵۸ فارغ‌التحصیل شد.